# Janne Ferm
Janne Ferm (29 augustus 1980) is een Fins rallynavigator, actief naast Esapekka Lappi in het wereldkampioenschap rally bij het fabrieksteam van Citroën.

## Carrière
Ferm navigeert sinds 2009 en nam het jaar daarop plaats naast Esapekka Lappi. Het duo profileerde zich geleidelijk, met een Finse rallytitel in 2012 en vervolgens het winnen van het Europees rallykampioenschap in 2014 voor het fabrieksteam van Škoda. Hierna volgde opnieuw een titel, dit keer met Škoda in het World Rally Championship-2 in het WK in 2016. 
Voor 2017 werden Lappi en Ferm gecontracteerd bij het terugkerende team van Toyota, actief in een gedeeld programma met de Toyota Yaris WRC.